# جيم فيريس
جيم فيريس هو أستاذ في برنامج دراسات الإعاقة في جامعة توليدو في توليدو، أوهايو. وهو أيضًا مؤلف العديد من الكتب والمجلات حول الشعر والإعاقة.

## سيرة
وُلِد جيم فيريس بما وصفه بـ "إعاقة حركية". كانت إعاقته الفعلية هي أن إحدى ساقيه أصبحت أقصر من الأخرى. وُلِد في مقاطعة كوك، إلينوي، على مقربة من شيكاغو، حيث التحق لاحقًا بمدرسة للأطفال المعوقين. نُقل عن فيريس قوله إنه كان "طفلاً معيبًا" وجد نفسه في "نظام يهدف إلى إصلاحه". وشمل ذلك الجراحة وإعادة التأهيل بهدف تصحيح إعاقته.
كتب فيريس العديد من الكتب والمقالات والقصائد، بما في ذلك "قصائد المستشفى" و"الجسد المحاصر". حازت بعض أعماله على جوائز، بما في ذلك جوائز زمالة من مجلس فنون ويسكونسن.
قام بالتدريس في جامعة ويسكونسن -ماديسون وهو حاليًا رئيس برنامج دراسات الإعاقة في جامعة توليدو في أوهايو. قال فيريس، "الشعر جزء مهم مما أفعله وكيفية تفكيري في التجارب والاستجابة للعالم."

## قصائد المستشفى
الفائز بجائزة MSR Poetry Book لعام 2004 كانت قصائد المستشفى عبارة عن مجموعة من القصائد نُشرت كمذكرات لتذكر طفولته التي قضاها في المستشفى. تتناول العديد من هذه القصائد رحلة فيريس العميقة. تتراوح قصائد فيريس بين الفكاهة والإثارة والتفاؤل. قصيدته الأكثر شهرة "شاعر المقعدين" نالت استحسان النقاد لمعارضتها لمؤسسة "الإصلاح".

## عمل
- قصائد المستشفى نشرت في مجلة Main Street Rag (30 أكتوبر 2004).
- المسافة الجمالية وخيال الإعاقة ص. 56–68 في: ساندال، كاري (محرر ومقدم)؛ أوسلاندر، فيليب (محرر ومقدم)؛ فيلان، بيجي (خاتمة)؛ أجساد في حالة اضطراب: الإعاقة والأداء. آن أربور، ميشيغان؛ جامعة ميشيغان؛ 2005. (viii، 339 صفحة).
- الجسد المحاصر: خطوة نحو شعرية مشلولة مجلة جورجيا ريفيو، صيف 2004، المجلد. 58 العدد 2، ص219-233، 15 ص.

## روابط خارجية
- https://web.archive.org/web/20100425035307/http://mainstreetrag.com/JFerris.html.
- http://www.utoledo.edu/as/disability/.
- https://web.archive.org/web/20101204062814/http://www.cstone.net/~poems/essaferr.htm.
- http://www.hlss.mmu.ac.uk/idea/presentdifference/speakers.php[وصلة مكسورة].
- "مدير الإعاقة لأداء الشعر"، مجلة الكلية المستقلة 2009.